# Oslojolle
Oslojolle är en klinkbyggd jolle på 5,5 meter (18 fot), konstruerad av Erling L. Kristofersen före andra världskriget. Båten var ursprungligen helt öppen, men byggdes senare med ett för- och akterdäck.

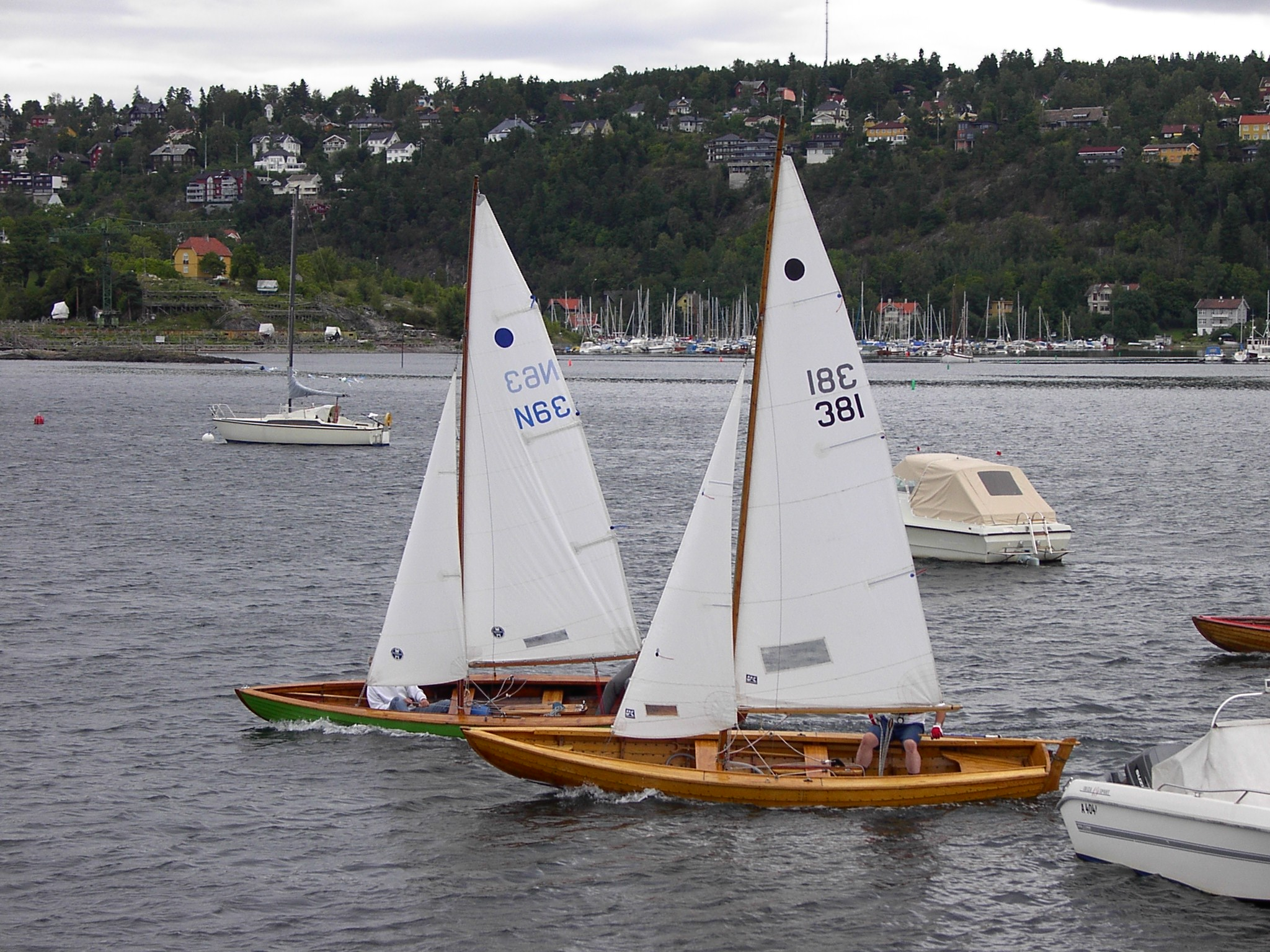
Två oslojollar i Bunnefjorden, Oslo

Oslojollen har fock och storsegel. Centerbordet är av järn och utformat som en svängköl. I den första versionen var båten försedd med loggertrigg. Senare kom 7,5m² och 9m² bermudarigg. Med den största riggen är båten något överriggad. Båten är relativt smal och därmed rank. Under perioden 1950–1970 var den en populär fritidsbåt, särskilt i Oslofjorden och på Sørlandet.
Från 1964 blev Oslojollen också tillverkad i glasfiber av Sverre Westermoen Båtbyggeri på Sørlandet; masten tillverkades av aluminium.  Westermoen fick 1965 utmärkelsen "Merket for God Design" för 9m² Oslojolle i plast. Den första plastversionen liknade träbåten med fördäck. Den var öppen under fördäck och akterdäck, vilket gjorde dagsseglatser möjliga. Senare tillverkade Westermoen en dubbelskrovsversion där sittbrunnen var öppen men utan tillgång under däck. Allt bagage måste därmed ligga mellan benen på manskapet.